# Base aerea di Geçitkale
La base aerea di Geçitkale o aeroporto di Lefkoniko (IATA: GEC, ICAO: LCGK) è un aeroporto militare dell'aeronautica militare turca situato nel Distretto di Gazimağusa vicino a Lefkoniko (in turco Geçitkale), nella pianura della Messaria, a Cipro del Nord.

## Storia
La costruzione dello scalo aereo è stata completata intorno al 1990. Durante la ristrutturazione dell'Aeroporto Internazionale Ercan tra il settembre 2002 e il maggio 2004, esso è servito come aeroporto civile principale di Cipro del Nord. Il codice ICAO non ufficiale di Geçitkale è LCGK.
Nell'estate del 1998, in mezzo alle crescenti tensioni tra Grecia e Turchia, la Turchia ha stazionato per breve tempo sei F-16 a Geçitkale, in risposta al posizionamento di quattro F-16 e due Lockheed C-130 Hercules a Paphos. L'ultima visita di aerei da combattimento all'aeroporto risale al novembre 2000. La base aerea di Geçitkale è stata acquistata dall'uomo d'affari turco-cipriota Asil Nadir e avrebbe dovuto essere trasformata in un nuovo aeroporto per aerei VIP e charter.

## Caratteristiche dell'aeroporto
L'unica pista di Geçitkale, la 9/27, misura 2.850 m (9.350 ft) di lunghezza e 45 m (148 ft) di larghezza. Inoltre, a entrambe le estremità è presente uno stopway lungo 285 m (935 ft). L'aeroporto è dotato di un VOR/DME e di una stazione NDB.

## Base per veicoli aerei senza pilota
La base aerea di Geçitkale è stata assegnata con una decisione del governo di Cipro del Nord al Comando delle forze di pace turche di Cipro per l'uso di veicoli aerei senza pilota (UAV).
All'inizio, nella base aerea sono stati installati tre camion di unità di controllo a terra. Nelle ore del mattino del 16 dicembre 2019, un UAV militare del tipo Bayraktar TB2 è atterrato nella base aerea proveniente dalla Turchia. Gli UAV sono destinati a fornire protezione alle navi turche che operano nel Mar Mediterraneo orientale per l'esplorazione di petrolio e gas e per la perforazione in acque profonde di petrolio e gas naturale.